# Domenico Bocciardo

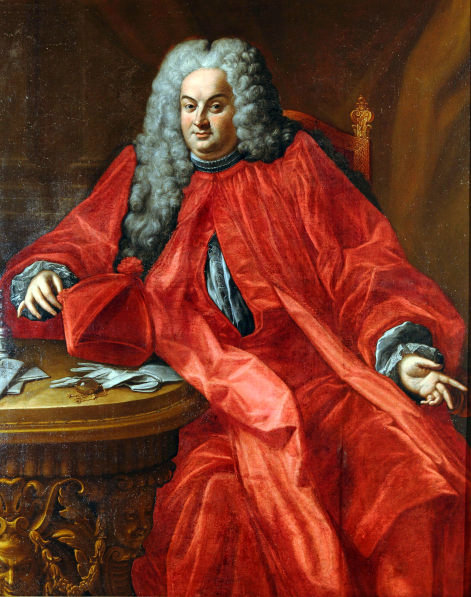
Domenico Bocciardo, Ritratto di Domenico Canevaro, Sestri Levante, Galleria Marcello Rizzi

Domenico Bocciardo (Finale Marina, 1686 – Genova, 1746) è stato un pittore italiano del periodo barocco, attivo a Genova e nella riviera di Ponente nella prima metà del XVIII secolo.

## Biografia
Figlio dello scultore Sebastiano Bocciardo, nacque nel 1686 a Finale Marina. Unico di quella famiglia di scultori finalesi a mostrare interesse per la pittura, fu mandato dal padre a Roma come allievo di Giovanni Maria Morandi, restandovi fino alla morte del maestro, nel 1717.
Dal Morandi apprese anche la tecnica del ritratto, nella quale si specializzò divenendo, al suo rientro in patria, uno degli artisti più ricercati. Come esempio della sua vasta produzione di ritratti, il Ratti cita quello della signora Nicoletta De Mari, oggi disperso, che si trovava a Genova nel palazzo De Mari in Campetto e quello del doge Domenico Canevaro, oggi conservato presso la Galleria Rizzi di Sestri Levante.
Dopo la lunga permanenza a Roma, tornò per un breve periodo nella cittadina natale, dove dipinse per la collegiata di San Giovanni Battista il grande quadro raffigurante la Vergine e santi. Stabilitosi a Genova divenne un apprezzato ritrattista, ma si distinse anche per i numerosi quadri a soggetto religioso realizzati per diverse chiese cittadine; più volte fu chiamato ad eseguire lavori per varie chiese in località della riviera di Ponente. Il Ratti riporta che ebbe un certo successo presso i forestieri ed alcune delle sue opere furono esportate anche in America.
Morì a Genova nel 1746 e fu sepolto nella chiesa di S. Donato.

## Opere
Di seguito è riportato un elenco, parziale, di alcune delle opere prodotte da Domenico Bocciardo nel corso della sua carriera artistica. I dipinti a soggetto religioso sono per la maggior parte ancora conservati nelle chiese di Genova e della Riviera, mentre i ritratti, non tutti individuati, sono dispersi in varie collezioni private.
- Flagellazione, chiesa di Santo Stefano, Genova[2][3][5]
- Madonna col Bambino e santi  e S. Ermete, collegiata di San Giovanni Battista, Finale Ligure[2][3][4][5][6]
- Gloria di San Biagio, chiesa di San Biagio, Oneglia[2][5][7], considerato il suo capolavoro
- Angelo Custode e Presentazione di Maria al Tempio, chiesa di San Giovanni Battista, Vado Ligure[5]
- Apoteosi di san Tommaso, chiesa di San Domenico, Taggia[5]
- Predica di San Giovanni Battista, chiesa di San Francesco, Lerici[5], in origine nella scomparsa chiesa genovese di San Paolo in Campetto[3][4]
- Transito di San Giuseppe, chiesa di San Leonardo, Porto Maurizio[2]
- Tobia seppellisce i morti, oratorio della Buona Morte, Porto Maurizio[2]
- Madonna col Bambino e i Santi Elisabetta, Zaccaria, Giovannino, Anna e Giuseppe, chiesa di Santa Croce, Moneglia[8]
- San Rocco in adorazione della Madonna, chiesa della Consolazione, Genova
- Ritratto di Domenico Canevari, Galleria "Marcello Rizzi", Sestri Levante[4]
- Ritratto di Ambrogio Doria, collezione privata[4]
- Ritratto equestre di Clemente Doria, collezione privata[4]
- Ritratti di dame dell'aristocrazia genovese, tutti in collezioni private[4]